# Лепенце
Лепенце (словен. Lepence) је насељено место у општини Бохињ, Горењска регија, Словенија.

## Историја
До територијалне реорганизације у Словенији била је у саставу старе општине Радовљица.

## Становништво
У попису становништва из 2011. године, Лепенце је имала 33 становника.
| Број становника према пописима | Број становника према пописима | Број становника према пописима |
| ------------------------------ | ------------------------------ | ------------------------------ |
| 1991                           | 2002                           | 2011                           |
| 47                             | 36                             | 33                             |

Напомена: До 1953. исказивано под именом Лепенце–Лог. Године 1997. смањен за део насеља који је проглашен за ново самостално насеље Лог в Бохињу.